# آکاری تاکشیگه
آکاری تاکشیگه (انگلیسی: Akari Takeshige؛ زادهٔ ۱۵ ژانویهٔ ۲۰۰۳) بازیکن فوتبال است.